# Hylaeus punctiferus
Hylaeus punctiferus är en biart som beskrevs av Cockerell 1936. Hylaeus punctiferus ingår i släktet citronbin, och familjen korttungebin. Inga underarter finns listade i Catalogue of Life.